# Torneo Sub-20 de la Concacaf 1996
El Torneo Sub-20 de la CONCACAF 1996 fue el torneo clasificatorio rumbo a la Copa Mundial de Fútbol Sub-20 de 1997 a celebrarse en Malasia y contó con la participación de 12 selecciones juveniles de América del Norte, América Central y el Caribe, los cuales disputaron 4 plazas rumbo al mundial de la categoría.
Canadá fue el campeón del torneo tras ser el equipo que más punto hizo en la ronda final disputada en México para coronarse campeón del torneo por segunda ocasión.

## Participantes
| Región                   | Particpante(s)                                            |
| ------------------------ | --------------------------------------------------------- |
| Caribe (CFU)             | Jamaica Martinica Antillas Neerlandesas Trinidad y Tobago |
| América Central (UNCAF)  | Costa Rica El Salvador Guatemala Honduras Nicaragua       |
| América del Norte (NAFU) | Canadá México (anfitrión) Estados Unidos                  |

## Fase de grupos

### Grupo 1
| País                  | G | E | P | GF | GC | Pts |
| --------------------- | - | - | - | -- | -- | --- |
| México                | 3 | 0 | 0 | 7  | 0  | 9   |
| Guatemala             | 1 | 1 | 1 | 3  | 3  | 4   |
| Antillas Neerlandesas | 0 | 2 | 1 | 1  | 5  | 2   |
| El Salvador           | 0 | 1 | 2 | 3  | 6  | 1   |

| Equipo 1              | Resultado | Equipo 2              |
| --------------------- | --------- | --------------------- |
| Antillas Neerlandesas | 0-4       | México                |
| El Salvador           | 2-3       | Guatemala             |
| Guatemala             | 0-1       | México                |
| El Salvador           | 1-1       | Antillas Neerlandesas |
| Antillas Neerlandesas | 0-0       | Guatemala             |
| México                | 2-0       | El Salvador           |

### Grupo 2
| País           | G | E | P | GF | GC | Pts |
| -------------- | - | - | - | -- | -- | --- |
| Estados Unidos | 2 | 1 | 0 | 6  | 1  | 7   |
| Jamaica        | 2 | 0 | 1 | 5  | 4  | 6   |
| Honduras       | 1 | 1 | 1 | 3  | 1  | 4   |
| Martinica      | 0 | 0 | 3 | 0  | 8  | 0   |

| Equipo 1       | Resultado | Equipo 2       |
| -------------- | --------- | -------------- |
| Honduras       | 3-0       | Martinica      |
| Jamaica        | 1-4       | Estados Unidos |
| Honduras       | 0-1       | Jamaica        |
| Martinica      | 0-2       | Estados Unidos |
| Estados Unidos | 0-0       | Honduras       |
| Jamaica        | 3-0       | Matinica       |

### Grupo 3
| País              | G | E | P | GF | GC | Pts |
| ----------------- | - | - | - | -- | -- | --- |
| Canadá            | 3 | 0 | 0 | 6  | 0  | 9   |
| Costa Rica        | 2 | 0 | 1 | 8  | 2  | 6   |
| Trinidad y Tobago | 1 | 0 | 2 | 6  | 7  | 3   |
| Nicaragua         | 0 | 0 | 3 | 1  | 12 | 0   |

| Equipo 1          | Resultado | Equipo 2          |
| ----------------- | --------- | ----------------- |
| Costa Rica        | 3-0       | Nicaragua         |
| Trinidad y Tobago | 0-1       | Canadá            |
| Costa Rica        | 5-0       | Trinidad y Tobago |
| Canadá            | 3-0       | Nicaragua         |
| Nicaragua         | 1-6       | Trinidad y Tobago |
| Canadá            | 2-0       | Costa Rica        |

## Fase final

### Grupo Clasificatorio
| País       | G | E | P | GF | GC | Pts |
| ---------- | - | - | - | -- | -- | --- |
| Costa Rica | 2 | 0 | 0 | 4  | 2  | 6   |
| Guatemala  | 0 | 1 | 1 | 1  | 2  | 1   |
| Jamaica    | 0 | 1 | 1 | 1  | 2  | 1   |

| Equipo 1   | Resultado | Equipo 2   |
| ---------- | --------- | ---------- |
| Costa Rica | 2-1       | Guatemala  |
| Jamaica    | 1-2       | Costa Rica |
| Guatemala  | 0-0       | Jamaica    |

### Grupo del Campeonato
| País           | G | E | P | GF | GC | Pts |
| -------------- | - | - | - | -- | -- | --- |
| Canadá         | 1 | 1 | 0 | 4  | 2  | 4   |
| México         | 1 | 1 | 0 | 4  | 3  | 4   |
| Estados Unidos | 0 | 0 | 2 | 1  | 4  | 0   |

| Equipo 1       | Resultado | Equipo 2       |
| -------------- | --------- | -------------- |
| México         | 2-2       | Canadá         |
| Canadá         | 2-0       | Estados Unidos |
| Estados Unidos | 1-2       | México         |

## Campeón
| Torneo Sub-20 de la Concacaf 1996 |
| --------------------------------- |
| Bandera de Canadá                 |
| Canadá 2º Título                  |

## Clasificados al Mundial Sub-20
| - Canadá - México | - Estados Unidos - Costa Rica |